# La Déesse de 1967
La Déesse de 1967 (The Goddess of 1967) est un film australien réalisé par Clara Law et mettant en vedette Rose Byrne et Rikiya Kurokawa, sorti en 2000.

## Synopsis
JM, un jeune employé de bureau japonais, mène une existence paisible et solitaire à Tokyo. Il n'a pour seule compagnie que deux serpents rares et rêve de posséder une DS, la Citroën légendaire des années soixante. Grâce à Internet, il entre en contact avec un vendeur potentiel et s'envole pour l'Australie afin de conclure l'affaire.
Cependant, à son arrivée à l'aéroport, JM ne trouve personne. Quand il se rend chez son mystérieux interlocuteur, il le voit mort avec son épouse, sans doute après une querelle pour des questions d'argent. Il découvre également une jeune fille aveugle, BG, qui surveille un enfant.
Celle-ci invite le visiteur à essayer la DS. Ce dernier s'exécute aussitôt et tombe sous le charme. BG lui explique que la voiture n'était pas à vendre par l'homme retrouvé mort et lui propose de l'amener auprès du véritable propriétaire. JM accepte et ces deux âmes isolées se lancent dans un voyage qui les conduira au cœur de la campagne australienne ainsi que de leur propre passé.

## Fiche technique
- Titre : The Goddess of 1967[N 1]
- Titre français : La Déesse de 1967[N 2]
- Directeur de la photographie : Dion Beebe
- Pays de production :  Australie
- Date de sortie :
  - France : 18 juillet 2001
- Interdit en salles aux moins de 12 ans lors de sa sortie en France[1]

## Distribution
- Rose Byrne : BG
- Rikiya Kurokawa : JM
- Elise McCredie : Marie
- Nicholas Hope : Grand-père